# Begonia cowellii
Espèce
Synonymes
- Begonia ekmanii Houghton ex L.B.Sm. & Schub.[2]

Begonia cowellii est une espèce de plantes de la famille des Begoniaceae.
L'espèce fait partie de la section Begonia.
Elle a été décrite en 1916 par George Valentine Nash (1864-1921).

## Répartition géographique
Cette espèce est originaire de Cuba.